# Ernsting’s family
Ernsting’s family GmbH & Co. KG är ett textilföretag som har specialiserat sig på mode för familjen. Verksamheten bedrivs i stort sett enbart i Tyskland, och man har omkring 1800 butiker, 12 000 anställda, och omsättningen är över 1 miljard euro.
Huvudkontoret och ett centrallager ligger i Lette, en del av Kreis Coesfeld. Företaget är den största arbetsgivaren på orten.

## Historia
Företaget startades 1967 av Kurt Ernsting, affären kallades "mini-pris". Ett år senare började han utbyggnaden med fler butiker, och filialer. Det var först 1990 som företaget fick det nutida namnet, Ernsting’s family.
Förutom centrallagret i Lette, har man byggt lager i Klieken för att leverera till butikerna i östra Tyskland, samt ett lager i Hamburg-området. 

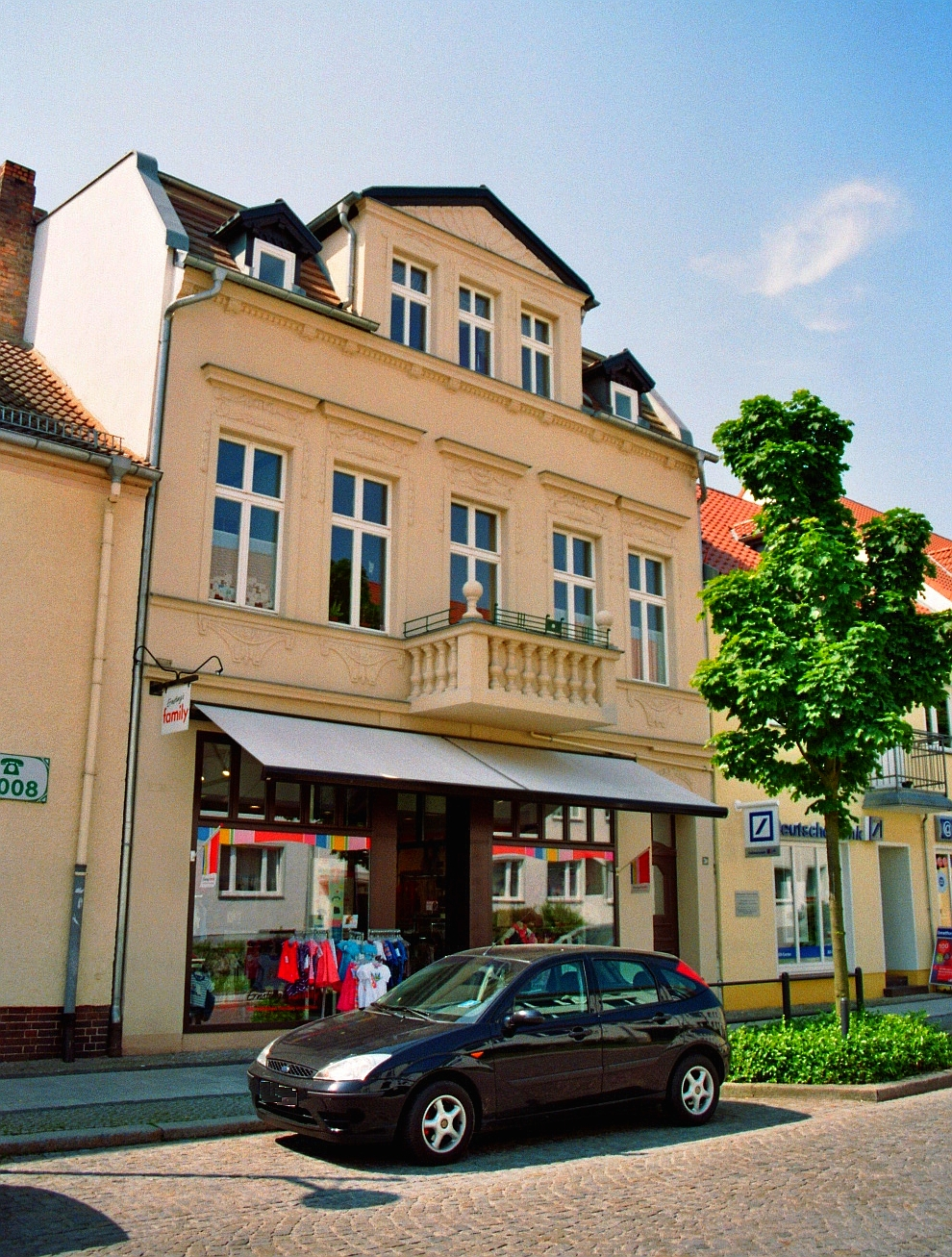

## Socialt engagemang
Företaget och grundaren Kurt Ernsting har sedan länge skänkt pengar
till olika välgörande ändamål. Kurt Ernsting och hans hustru Lilly grundade under 1990-talet stiftelsen "Kurt und Lilly Ernsting Stiftung", som stöder konst, barn-verksamhet, och järnvägsmuseet på orten.
Staden Coesfeld satte upp en plakett till minne av Kurt Ernstings insatser, i augusti 2001. Han blev hedersmedborgare 2007.
Kurt Ernsting dog 7 december 2011 efter en längre tids sjukdom. Han var då 82 år.